# دانشگاه نوریچ
دانشگاه نوریچ (به انگلیسی: Norwich University) دانشگاهی خصوصی است که در «نورث‌فیلد» ایالت «ورمانت» قرار دارد. دانشگاه در سال ۱۸۱۹ با ارائه آموزش در زمینه ادبیات آمریکا و علوم و آکادمی نظامی تأسیس گردید.
دانشگاه قدیمی‌ترین کالج آموزشی نظامی در آمریکا می‌باشد و به همین علت توسط وزارت دفاع ملی آمریکا به عنوان «محل تولد آموزش افسران رزرو» نامیده می‌شود.